# 梅戸井町
梅戸井町（うめどいちょう）は三重県員弁郡にあった町。現在のいなべ市大安町の南東端にあたる。本項では町制前の名称である梅戸井村（うめどいむら）についても述べる。

## 地理
- 河川：員弁川、宇賀川、山神川、養父川、牛ヶ谷川、三孤子川

## 歴史
- 1889年（明治22年）4月1日 - 町村制の施行により、梅戸村・南金井村・門前村・大井田村の区域をもって梅戸井村が発足。
- 1954年（昭和29年）10月28日 - 梅戸井村が町制施行して梅戸井町となる。
- 1959年（昭和34年）4月20日 - 三里村と合併して大安町が発足。同日梅戸井町廃止。

## 経済
農業
『大日本篤農家名鑑』によれば梅戸井村の篤農家は、「藤田謙、日沖太郎一、日沖甚内、門脇肇」などである。

## 交通

### 鉄道路線
- 三岐鉄道
  - 三岐線
    - 梅戸井駅 - 大井田駅（現・大安駅）